# Илсхофен
Илсхофен (њем. Ilshofen) град је у њемачкој савезној држави Баден-Виртемберг. Једно је од 30 општинских средишта округа Швебиш Хал. Према процјени из 2010. у граду је живјело 6.149 становника. Посједује регионалну шифру (AGS) 8127043.

## Географски и демографски подаци
Илсхофен се налази у савезној држави Баден-Виртемберг у округу Швебиш Хал. Град се налази на надморској висини од 441 метра. Површина општине износи 54,9 km². У самом граду је, према процјени из 2010. године, живјело 6.149 становника. Просјечна густина становништва износи 112 становника/km².

## Међународна сарадња
| Мјесто    | Држава   | Врста сарадње | Од    |
| --------- | -------- | ------------- | ----- |
| Клајнселк | Аустрија | партнерство   | 1972. |
| Извор     |          |               |       |